# Kreis Euskirchen
Kreis Euskirchen är ett distrikt i Nordrhein-Westfalen, Tyskland.

## Infrastruktur
Genom distriktet går motorvägarna A1 och A61. A1 slutar som motorväg i distriktet för att börja cirka 3 mil söder ut.
Genom distriktet går bland annat förbundsvägarna B51 och B56.
1. ↑  hämtat från: tjeckiskspråkiga Wikipedia.[källa från Wikidata]
2. ↑  läs online, www.landesdatenbank.nrw.de .[källa från Wikidata]
3. ↑  läs online, www.destatis.de .[källa från Wikidata]
4. ↑  hämtat från: tyskspråkiga Wikipedia.[källa från Wikidata]